# David Kienast
David Kienast (* 1. April 1989 in Reutlingen) ist ein deutscher Fußballspieler, der seit 2016 für die SGV Freiberg spielt.

## Karriere
Kienast war im Jugendbereich für den SV Würtingen, den TSV Sondelfingen und SSV Reutlingen 05 aktiv, bevor er 2005 zum VfB Stuttgart kam. In der Spielzeit 2004/05 gehörte Kienast regelmäßig der deutschen U-16-Auswahl an, wo er mit späteren Nationalspieler wie Thomas Müller, Ron-Robert Zieler und Marko Marin zusammenspielte. Beim VfB war Kienast Stammspieler in der A-Junioren-Bundesliga und wechselte im Sommer 2008 in die Regionalligamannschaft des SV Darmstadt 98.
Im Sommer 2009 wechselte Kienast ursprünglich zum SSV Ulm 1846 Fußball, wo er auf seinen ehemaligen Jugendtrainer vom VfB, Markus Gisdol, traf. Als Gisdol wenige Wochen später die Zweitmannschaft der TSG 1899 Hoffenheim übernahm, folgte Kienast diesem, ebenso wie sein Mannschaftskollege Andreas Ludwig, nach und verließ Ulm ohne Pflichtspieleinsatz. Bei Hoffenheim konnte er sich nicht etablieren und kam insbesondere nach dem Aufstieg 2010 in die Regionalliga Südwest nur selten zum Einsatz. Im Sommer 2011 verließ er Hoffenheim wieder und schloss sich nach einem erfolgreichen Probetraining dem Ligakonkurrenten SG Sonnenhof Großaspach an. Bei Großaspach etablierte sich Kienast als linker Außenverteidiger und stieg mit dem Klub 2014 in die 3. Profi-Liga auf.
Neben seiner Fußballerlaufbahn studiert Kienast in Stuttgart BWL/Sportmanagement. Mitte 2013 reiste er – gemeinsam mit seinen Mannschaftskameraden Robin Schuster und Dennis Grab – mit der deutschen Studenten-Nationalmannschaft nach Brasilien.